# Hesperonatalius
Hesperonatalius is een geslacht van spinnen uit de familie van de Anamidae.

## Soorten
De volgende soorten zijn bij het geslacht ingedeeld:
- Hesperonatalius harrietae Castalanelli, Huey, Hillyer & Harvey, 2017
- Hesperonatalius langlandsi Castalanelli, Huey, Hillyer & Harvey, 2017
- Hesperonatalius maxwelli Castalanelli, Huey, Hillyer & Harvey, 2017